# Pristimantis pteridophilus
Espèce
Synonymes
- Eleutherodactylus pteridophilus Lynch & Duellman, 1997

Statut de conservation UICN

 EN B1ab(iii) : En danger
Pristimantis pteridophilus est une espèce d'amphibiens de la famille des Craugastoridae.

## Répartition
Cette espèce est endémique d'Équateur. Elle se rencontre dans les provinces de Pichincha et d'Imbabura entre 1 500 et 2 710 m d'altitude sur le versant Ouest de la cordillère Occidentale.

## Description
Les mâles mesurent de 17,6 à 25,1 mm et les femelles de 31,9 à 33,9 mm.

## Publication originale
- Lynch & Duellman, 1997 : Frogs of the genus Eleutherodactylus (Leptodactylidae) in western Ecuador: systematics, ecology, and biogeography. Special Publication, Natural History Museum, University of Kansas, no 23, p. 1-236 (texte intégral).